# Basilika Sant’Apollinare

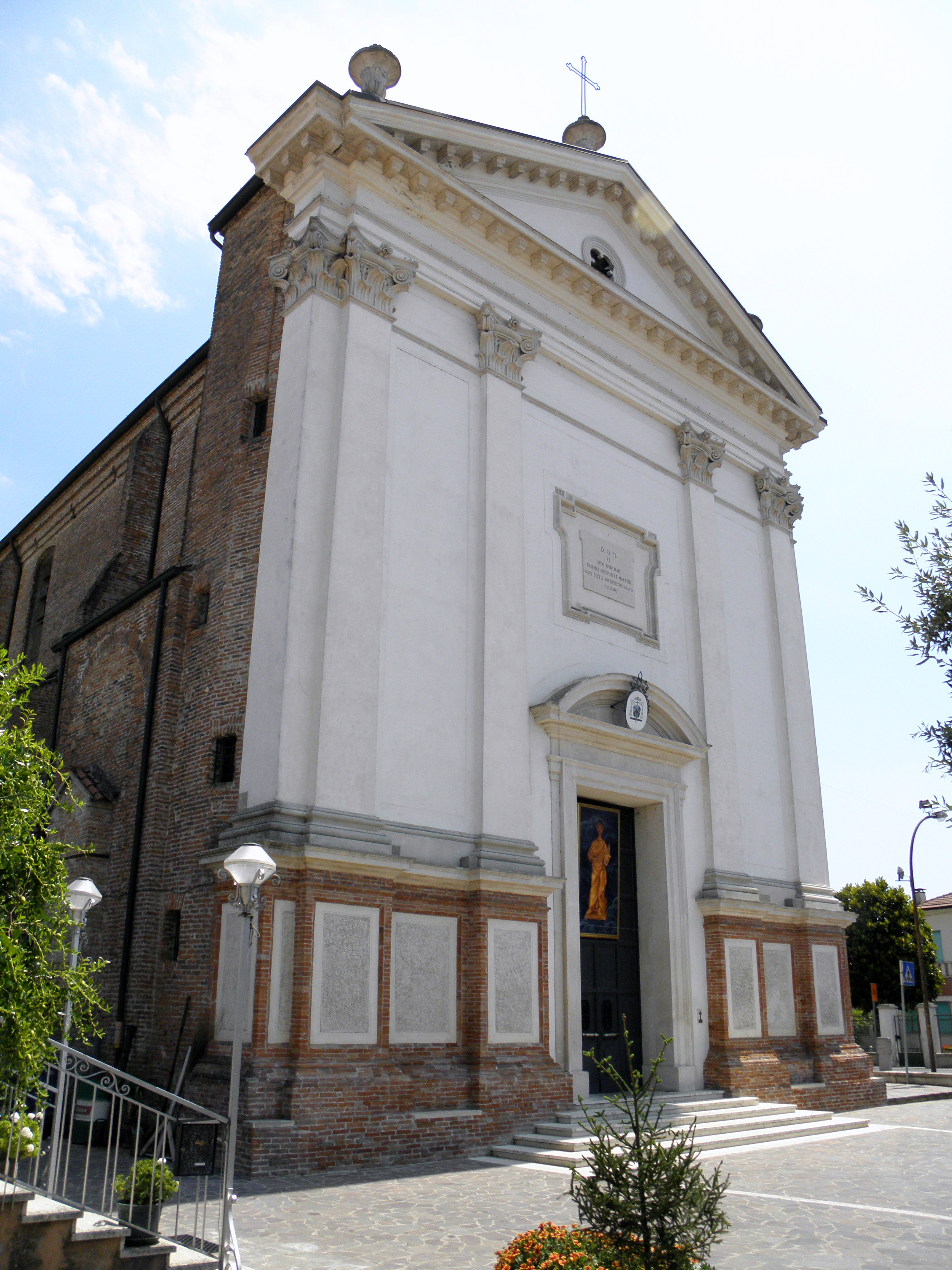
La facciata

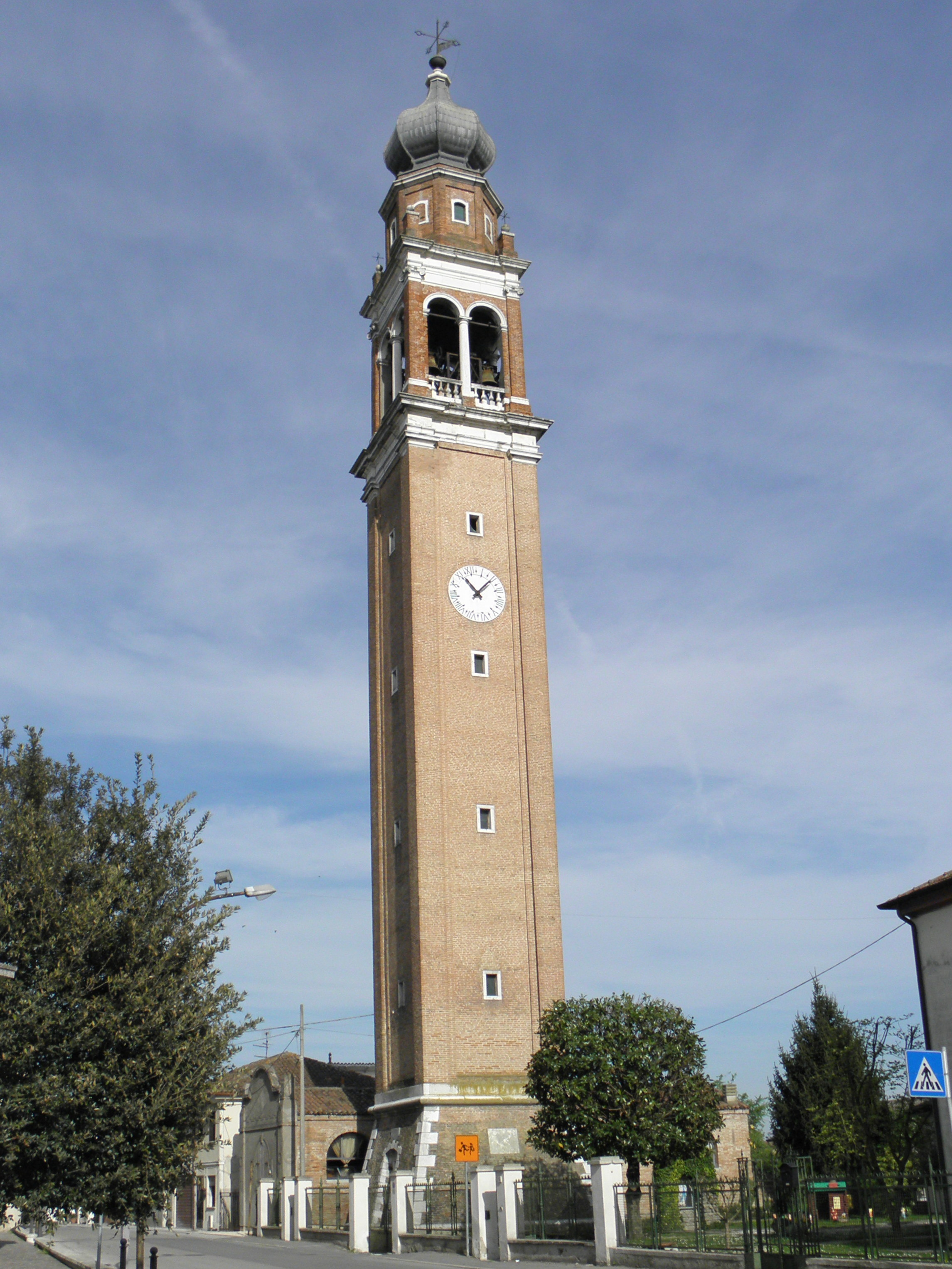
La torre campanaria

Die Basilika Sant’Apollinare ist eine römisch-katholische Kirche im gleichnamigen Stadtteil von Rovigo in der italienischen Region Venezien. Die klassizistische Kirche stammt vom Anfang 18. Jahrhundert. Die Pfarrkirche des Bistums Adria-Rovigo mit dem Patrozinium des Apollinaris’ von Ravenna trägt den Titel einer Basilica minor.

## Geschichte
Es ist bekannt, dass Papst Johannes XIII. im Jahr 972 die Jurisdiktion des Erzbistums Ravenna über die Pfarrkirche Sant’Apollinare bestätigte, ebenso wie Papst Gregor IX. im Jahr 1228. Aus dem Bericht über die Pastoralvisitation des Vikars Antonio de Gottis geht hervor, dass sich die Pfarrkirche in einem sehr schlechten Zustand befand, so dass der Erzpriester Francesco Pilon sie um 1517, dem Jahr, in dem die Arbeiten abgeschlossen wurden, wieder aufbauen ließ.
Die heutige Pfarrkirche ist das Ergebnis eines Umbaus in der ersten Hälfte des 18. Jahrhunderts; die Kirchweihe erfolgte durch den Erzbischof von Ravenna Maffeo Nicolò Farsetti. Im Jahr 1767 wurde die Fassade fertiggestellt und 1771 der Grundstein für den Glockenturm gelegt, der von Don Antonio Astolfi in Auftrag gegeben wurde; der Turm wurde 1779 fertiggestellt. Im Jahr 1818 ging die Kirche von der Erzdiözese Ravenna an die Diözese Adria über.

## Architektur
Die klassizistische Fassade ist dreiteilig mit vier Pilastern gegliedert, die auf gemauerten Sockeln ruhen und durch korinthische Kapitelle gekennzeichnet sind, über denen sich ein profiliertes Gesims befindet. Oben an der Fassade befindet sich ein gezahntes dreieckiges Tympanon, an dessen Ecken und am First Fialen angebracht sind.
Der einschiffige Innenraum ist mit einem Tonnengewölbe überspannt und besitzt sechs Seitenkapellen, die dem Heiligen Kreuz, dem hl. Antonius, der Jungfrau Maria, dem hl. Josef, dem Heiligsten Herzen und dem hl. Bellino gewidmet sind; die Wände werden von Pilastern und einer vorspringenden, gebrochenen Öffnung unterbrochen. Am Ende der Saalkirche befindet sich der um drei Stufen erhöhte Altarraum, der von einem Kreuzgewölbe überdeckt wird, das von einer halbrunde Apsis und einem Apsisgewölbe abgeschlossen wird.